# Окно (оптико-электронный комплекс)

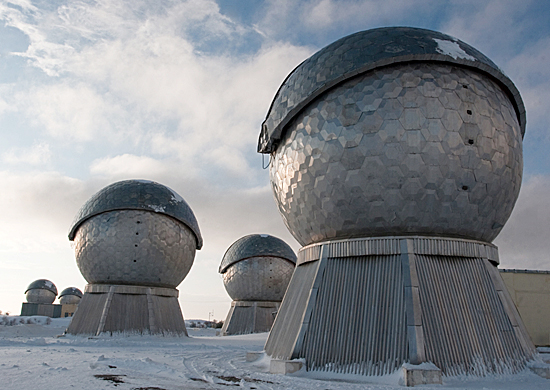

Оптико-электронный комплекс «Окно» (от «Оптический контроль небесной области», индекс 4 ГУ МО СССР 54Ж6, стоит на вооружении в/ч 52168, также известен[кому?] как «Нурек» по ближайшему городу) — комплекс контроля космического пространства при помощи телескопов. Является компонентом системы контроля космического пространства (СККП). Предназначен для оперативного получения сведений о космической обстановке, каталогизации космических объектов искусственного происхождения, определения их класса, назначения и текущего состояния. Комплекс позволяет обнаруживать любые космические объекты на высотах от 2000 км до 40000 км, в том числе и геостационарные орбиты.
Комплекс расположен на высоте 2216 м над уровнем моря в горах Санглох (Памир), неподалёку от города Нурек (Таджикистан) в районе кишлака Ходжарки. Является собственностью России и входит в состав её космических войск. Находится на опытно-боевом дежурстве с 1999 года. Позволяет производить обнаружение, распознавание и вычисление орбит космических объектов в автоматическом режиме на высотах от 2 тыс. до 40 тыс. км. и размером более одного метра. Комплекс также способен отслеживать низкоорбитальные космические объекты с высотами полета от 120 до 2000 км. Разработан Красногорским заводом им. С. А. Зверева.
Принцип действия комплекса основан на пассивной локации космических объектов по отражённому солнечному свету. Непосредственно наблюдение за космосом осуществляется ночью, в автоматическом режиме. За один сеанс («ночь») комплекс выдаёт информацию как обо всех известных, так и о вновь обнаруженных космических объектах. Кроме того, любой космический аппарат, выведенный на орбиту с любого космодрома в радиусе более 2000 км, попадал в зону действия комплекса в течение нескольких витков.
Месторасположение ОЭК «Окно» выбрано с учётом свойств атмосферы (оптической прозрачности и стабильности) и количества ясных ночных часов (около 1500 часов в год).
Воинская часть № 52168 первоначально была расположена в 9 км юго-западнее г. Нурек на отметке 1785,5 м. В настоящее время военный городок расположен непосредственно в городе Нурек, первоначальная площадка после гражданской войны в Таджикистане не восстанавливалась и в настоящее время заброшена.
18 августа 2006 года в 11:45 (UTC) произошло землетрясение магнитудой 4,7. Эпицентр располагался на расстоянии 4 км от ОЭК «ОКНО», гипоцентр на глубине 10 км.

## История создания

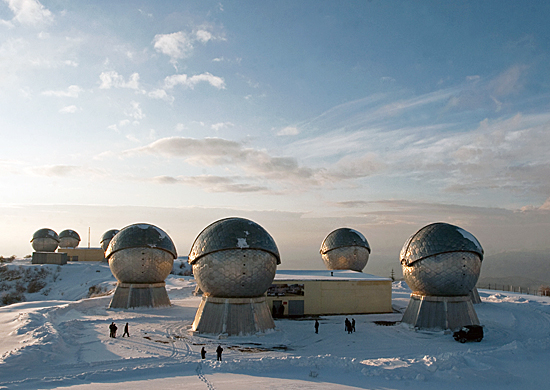

Разработка комплекса началась в 1961 году. На этапе разработки был использован опыт создания высокоточных астрономических установок (ВАУ). На 1972 год оценивался в 120 000 000 рублей, по этой причине  проект был заморожен до 1974 года.
Воинская часть была образована 24 июля 1980 года. Сначала на левом берегу реки Вахш были построены казармы и автопарк. В 1985 году на месте дислокации части начали монтаж укрытий куполов. Строительство велось с использованием войсковой части стройбата № 14464 (роты «А», «Б» и «В») под надзором полковника инженерных войск Трахтенберга. В 1988 году начался монтаж технологического оборудования в первом технологическом здании комплекса. В 1991 году практически все технологическое оборудование было смонтировано.
Летом 1992 года в связи с обострением общественно-политической обстановки и началом гражданской войны в Таджикистане все строительные и промышленные организации, участвовавшие в строительстве комплекса, покинули объект. В ноябре 1992 года все дети и большая часть членов семей военнослужащих были эвакуированы в Россию.
В 1999 году комплекс был принят на опытно-боевое дежурство. На боевое дежурство поставлен в январе 2014 года. В марте 2004 года меньшая часть из десяти подстанций заступила на боевое дежурство. В октябре 2004 года комплекс перешёл в собственность России.
31 июля 2009 года комплекс посетили Верховный Главнокомандующий ВС РФ Дмитрий Медведев и Президент Республики Таджикистан Эмомали Рахмон.
Госиспытания комплекса распознавания космических объектов «Окно» в Таджикистане в интересах российских войск воздушно-космической обороны должны были пройти в летний период 2014 года, после чего комплекс должен был быть поставлен на дежурство.
В ноябре 2014 завершились госиспытания комплекса. В эксплуатацию введены ещё 4 оптико-электронные станции, установлена современная телеаппаратура, а также вычислительные средства нового поколения, разработанные на основе российской элементной базы.

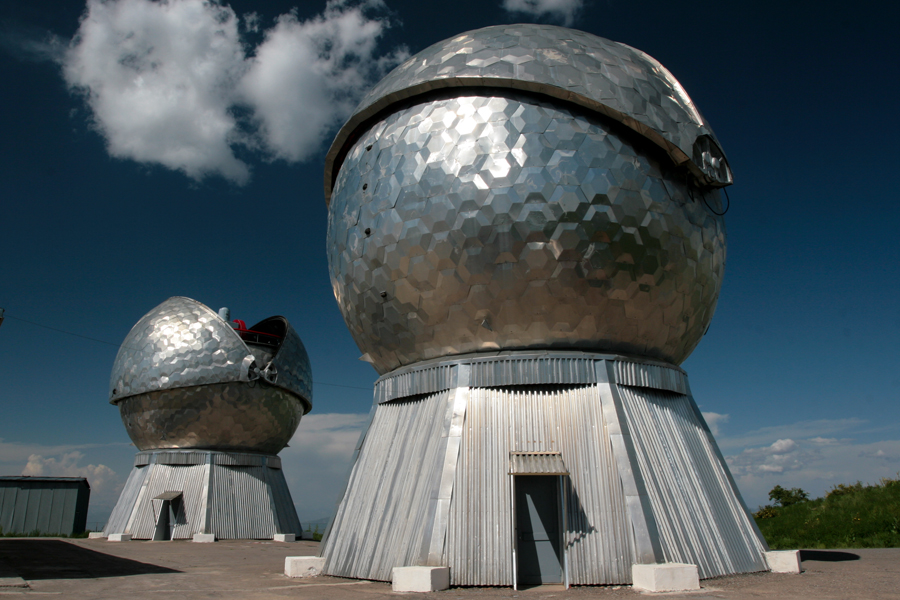

## Состав комплекса
- Поисковая оптико-электронная станция обнаружения
- Оптико-электронная станция сопровождения
- Узел связи и передачи данных
- Метеостанция
- Командно-вычислительный центр